# برنت أندرسون
برنت أندرسون (بالسويدية: Bernt Andersson)‏ هو مدرب كرة قدم ولاعب كرة قدم سويدي، ولد في القرن 20. لعب مع نادي يورغوردينس.